# Südöstliche Gelbschwanzratte
Die Südöstliche Gelbschwanzratte (Rattus salocco) ist ein auf Sulawesi endemisches Nagetier in der Gattung der Ratten. Sie zählt zu einer Artengruppe, die nach der Nordöstlichen Gelbschwanzratte (Rattus xanthurus) benannt ist und wurde zeitweilig in diese eingeordnet. Der nächste Verwandte scheint die Affenschwanzratte (Rattus marmosurus) zu sein.

## Merkmale
Mit einer durchschnittlichen Kopf-Rumpf-Länge von 211 mm, einer Schwanzlänge von etwa 265 mm und mit etwa 40 mm längen Hinterfüßen ist die Art eine große Ratte. Gewichtsangaben liegen nicht vor. In das weiche Fell der Oberseite sind schwarze Deckhaare eingemischt, die etwas kürzer sind als bei den oben genannten Arten. Allgemein hat das oberseitige Fell eine dunkelbraune Farbe die schrittweise in die hell gelbbraune bis weiße Unterseite übergeht. Am Hals und am Kinn befinden sich gelbe Stellen. Auffällig sind die weißen Zehen und Sohlen an den ansonsten dunklen Füßen. Der im Prinzip nackte Schwanz hat im ersten Drittel eine dunkle Farbe und das Ende ist weiß. Typisch sind eine große Bulla am Schädel und breite Backenzähne. Weibchen besitzen zwei paarig angeordnete Zitzen auf der Brust und zwei im Leistenbereich.

## Verbreitung und Lebensweise
Die Südöstliche Gelbschwanzratte bewohnt den Westen der südöstlichen Halbinsel von Sulawesi. Sie lebt im Hügel- und Bergland zwischen 300 und 1500 Meter Höhe. Die Art bewohnt tropische Regenwälder und besucht vermutlich angrenzende Gebiete.
Zum Verhalten fehlen Informationen.

## Gefährdung
Bis zur Veröffentlichung der hier genutzten Quellen (IUCN 2023) waren nur drei Exemplare bekannt, die um 1932 gefunden wurden. Die Funde verteilen sich auf ein 516 km² großes Gebiet. In den 1990er Jahren wurden große Waldflächen in Plantagen umgewandelt. Die Waldabnahme zwischen 2000 und 2017 wird auf 9 bis 13 Prozent geschätzt. Auf dieser Grundlage schätzt die IUCN die Gefährdungslage für diese Ratte als mittelmäßig ein und listet sie als gefährdet (vulnerable).